# 文昌增一
大熊座28，又名BD+64 752，HD 84179、SAO 14980、HR 3865，是大熊座的一颗恒星，视星等为6.34，位于銀經148.96，銀緯42.93，其B1900.0坐标为赤經9h 38m 13.9s，赤緯+64° 42.93′ 48″。